# Explosion de la citadelle de Laon le 9 septembre 1870
L'explosion de la citadelle de Laon le 9 septembre 1870 est une explosion affectant la poudrière de la citadelle de Laon et des bâtiments avoisinants.
Survenant le jour où la ville de Laon est livrée aux Prussiens, l'explosion fait de nombreuses victimes et occasionne d'importants dégâts matériels.

## Contexte historique
Le 9 septembre 1870, pendant la guerre franco-allemande de 1870, le général Charles-Louis Thérémin d'Hame rend la ville de Laon à l'ennemi prussien. Une semaine plus tôt, l'empereur Napoléon III, encerclé à Sedan, a capitulé.

## Explosion
Au moment où la reddition allait être signée, la poudrière de la citadelle explose, occasionnant de nombreux morts et blessés dans les rangs français et prussiens. L'acte a probablement été commandité par Dieudonné Henriot, garde d'artillerie, qui seul détenait les clefs de la poudrière mais le fait n'a jamais pu être prouvé. Le corps d'Henriot n'a jamais été retrouvé dans les décombres. Charles-Louis Thérémin d'Hame, blessé dans l'explosion, meurt le 4 octobre suivant
176 gardes mobiles français et 33 Prussiens sont enterrés dans le cimetière de l’hôtel-Dieu, puis dans le cimetière Saint-Just. Un monument a été élevé à leur mémoire en 1888.